# Toshiaki Toyoda
Toshiaki Toyoda (jpn. 豊田 利晃, Toyoda Toshiaki; * 10. März 1969 in der Präfektur Osaka) ist ein japanischer Filmregisseur und Drehbuchautor.
Seit Beginn der 1990er Jahre als Drehbuchautor tätig drehte er 1999 mit Pornostar seinen ersten Film.

## Filmographie (Auswahl)
- 1999: Pornostar (ポルノスター, Porunosutā)
- 2000: Unchain (アンチェイン, Anchein)
- 2002: Blue Spring (青い春, Aoi Haru)
- 2003: 9 Souls (ナイン・ソウルズ, Nain Sōruzu)
- 2005: Hanging Garden (空中庭園, Kūchū Teien)
- 2009: The Blood of Rebirth (蘇りの血, Yomigaeri no chi)
- 2011: Monsters Club (モンスターズクラブ, Monsutāzu Kurabu)
- 2012: I'm Flash (アイム・フラッシュ！, Aimu Furasshu)